# Щетинино (Семёнковский сельсовет)
Щетинино — деревня в Вологодском районе Вологодской области на реке Пудежка.
Входит в состав Семёнковского сельского поселения, с точки зрения административно-территориального деления — в Семёнковский сельсовет.
Расстояние по автодороге до районного центра Вологды — 21 км, до центра муниципального образования Семёнково — 13 км. Ближайшие населённые пункты — Вепрево, Семшино, Окунево, Дурасово, Измайлово, Чемоданово, Яковлевское, Фетинино.
По данным переписи в 2002 году постоянного населения не было.